# Gđa Miniver
Gđa Miniver (engl. Mrs. Miniver) američka je drama iz 1942. godine, koju je režirao William Wyler. Film u kojem glavnu ulogu tumači Greer Garson, temeljen je doživljajima engleske kućanice koji je Jan Struther 1937. godine osmislio za seriju novinskih članaka.

## Radnja
Iako nije toliko "socijalno privilegirana" kao u knjizi, filmska inačica Gđe Miniver još uvijek živi ugodnim životom u kući nazvanoj Starlings. Kuća se, međutim, u filmu ne nalazi u unutrašnjem Londonu, nego u predgrađu grada uz rijeku Temzu. Kuća gospođe Miniver ima veliki vrt s privatnim pristaništem na rijeci, na kojem se nalazi i motorni čamac. Njen suprug Clem (unatoč svome američkom naglasku) je uspješan engleski arhitekt. Clemovi imaju nekoliko sluga i sluškinja koji žive u kući i sina koji se nalazi na sveučilištu.
U trenucima kada se Drugi svjetski rat već polako nazire, najstariji sin Vin se vraća sa sveučilišta kući, gdje upoznaje Carol Beldon, unuku Lady Beldon (Lady Beldon je vrlo zadrta i konzervativna aristokratkinja iz obližnjeg Beldon Hall-a). Unatoč njihovim početnim nesuglasicama, oni se zaljubljuju jedno u drugo i naposljetku se vjenčaju. Kako se rat sve više približava njihovom domu, Vin odlučuje da mora otići dati svoj doprinos na način da se priključi Kraljevskim zračnim snagama, kao pilot. Nakon što postane kvalificirani pilot, Vin dobiva premještaj blizu kuće svojih roditelja. U međuvremenu, Clem uzima svoj motorni čamac, kako bi pomogao evakuirati Dunkerque. Ostavljena sama kod kuće, gospođa Miniver pronalazi ranjenog njemačkog pilota u svome vrtu, nakon čega ga ona hrani, potom mirno razoruža i na kraju ga, nakon što je prethodno nazvala policiju, preda policajcima.
Grad se nalazi pod teškim bombardiranjem. I dok je Vin odsutan sa svojom eskadrilom, Carol pogiba od zalutalog metka. Na samom kraju filma, lokalni stanovnici se okupljaju kod teško oštećene crkve, čime zapravo potvrđuju svoju odlučnost u branjenju svog načina života.

## Pozadina
Filmsku adaptaciju Gđe. Miniver je 1942. godine producirao Metro-Goldwyn-Mayer. U filmu kojeg je režirao William Wyler, glavnu ulogu tumači Greer Garson. Pod utjecajem američkog ureda za ratne informacije, film je pokušao srušiti opis predratne Engleske, koji ju prikazuje kao glamurozni bedem socijalnih privilegija, anakronističkih navika i snobizma, i promijeniti ga u opis koji prikazuje demokratske, moderne slike. Pojavom ovog filma, socijalni status obitelji Miniver je degradiran u odnosu na onaj koji je uživao u tiskovnim inačicama, te je povećana pažnja usmjerena na eroziju klasnih barijera, koja je pokrenuta pod pritiskom ratnih zbivanja.
Film je nadmašio sva očekivanja, ostvarujući bruto zaradu od 5 358 000 američkih dolara na području Sjeverne Amerike, te 3 520 000 američkih dolara u ostatku svijeta. 555 filmskih kritičara, od ukupno 592 koja je okupio američki časopis Film Daily, je proglasilo ovaj film najboljim u 1942. godini. 14. lipnja 2006. godine, ovome filmu je dodijeljena 40.-a pozicija na listi američkog filmskog instituta, koji tom listom slavi najnadahnutije filmove svih vremena.

## Glavne uloge
- Greer Garson kao Gđa Miniver
- Walter Pidgeon kao Clem Miniver
- Teresa Wright kao Carol Beldon
- Dame May Whitty kao Lady Beldon
- Reginald Owen kao Foley
- Henry Travers kao G. Ballard
- Richard Ney kao Vin Miniver
- Henry Wilcoxon kao vikar
- Christopher Severn kao Toby Miniver
- Brenda Forbes kao Gladys - kućna pomoćnica
- Clare Sandars kao Judy Miniver
- Marie De Becker kao Ada
- Helmut Dantine kao njemački pilot
- John Abbott kao Fred
- Connie Leon kao Simpson

## Nagrade i nominacije
Film je osvojio ukupno 6 Oscara, te je bio nominiran u još toliko kategorija iste nagrade.
- Osvojeni Oscari: najbolji film - Metro-Goldwyn-Mayer (producent: Sidney Franklin ); najbolja glumica u glavnoj ulozi - Greer Garson; najbolja glumica u sporednoj ulozi - Teresa Wright; najbolja kinematografija, crno-bijela - Joseph Ruttenberg; najbolji redatelj - William Wyler; najbolji scenarij - George Froeschel, James Hilton, Claudine West, Arthur Wimperis.
- Nominacije za Oscara: najbolji glumac u glavnoj ulozi - Walter Pidgeon; najbolji glumac u sporednoj ulozi Henry Travers; najbolja glumica u sporednoj ulozi - Dame May Whitty; najbolji efekti, specijalni efekti - A. Arnold Gillespie (fotografski), Warren Newcombe (fotografski), Douglas Shearer (zvučni); najbolja filmska montaža - Harold F. Kress; najbolji zvuk, snimljeni - Harold F. Kress.

## Vanjske poveznice
- Gđa Miniver u internetskoj bazi filmova IMDb-a
- Gđa Miniver  Arhivirana inačica izvorne stranice od 27. prosinca 2007. (Wayback Machine) na TCM bazi filmova